# Hutton Roof (South Lakeland)
Hutton Roof is een civil parish in het bestuurlijke gebied South Lakeland, in het Engelse graafschap Cumbria. In 2001 telde het dorp 193 inwoners.